# Anna Elisabeth Batelt
Anna Elisabeth Batelt (Amsterdam, 24 mei 1869 - ?) was een Nederlands schilder, tekenaar en etser.

## Leven en werk
Anna Batelt was een dochter van apotheker Johannes Batelt en Henrietta Catharina Sophia Philippina Stemler, en een jongere zus van de weefster Lena Catharina Batelt (1862-1939). Ze werd opgeleid aan de Dagteekenschool voor Meisjes (1885-1887), de Rijksnormaalschool voor Teekenonderwijzers (1887-ca. 1888) en de Rijksakademie van beeldende kunsten (1888-1892), onder leiding van August Allebé. Haar schoolgeld voor de Rijksakademie werd door de overheid betaald. Hoewel deze mogelijkheid openstond voor alle leerlingen, waren Batelt en Bertha Valkenburg de enige twee studentes voor wie door de commissie van toezicht aan de minister van Binnenlandse Zaken om steun werd gevraagd. Batelt volgde later nog een cursus theosofie en kunst (1897-1898) bij de door door Karel de Bazel en Mathieu Lauweriks opgerichte theosofische Vahânaloge in Amsterdam.
Anna Batelt schilderde en tekende figuren en landschappen, maar kreeg vooral bekendheid door haar topografische etsen. Ze was lid van Arti et Amicitiae en van Sint Lucas in Amsterdam, waarmee ze ook exposeerde. Ze nam verder onder meer deel aan de Nationale Tentoonstelling van Vrouwenarbeid in Den Haag (1898), tentoonstellingen van Levende Meesters in Arnhem (1897) en Amsterdam (1901) en tentoonstellingen in Berlijn (1892) en Florence (1910). Bij een tentoonstelling in villa Mauve in Laren (1905) werd een van haar etsen gekocht door koningin Emma. Haar etsen werden ook verkocht via kunsthandel Frans Buffa & Zonen in de Kalverstraat.
Batelt verhuisde in 1905 met haar moeder, zus en broer naar Hilversum. Volgens Pieter A. Scheen werd Batelt in 1921 ambtshalve doorgehaald in het bevolkingsregister, het is niet bekend waar en wanneer zij is overleden.

## Enkele werken

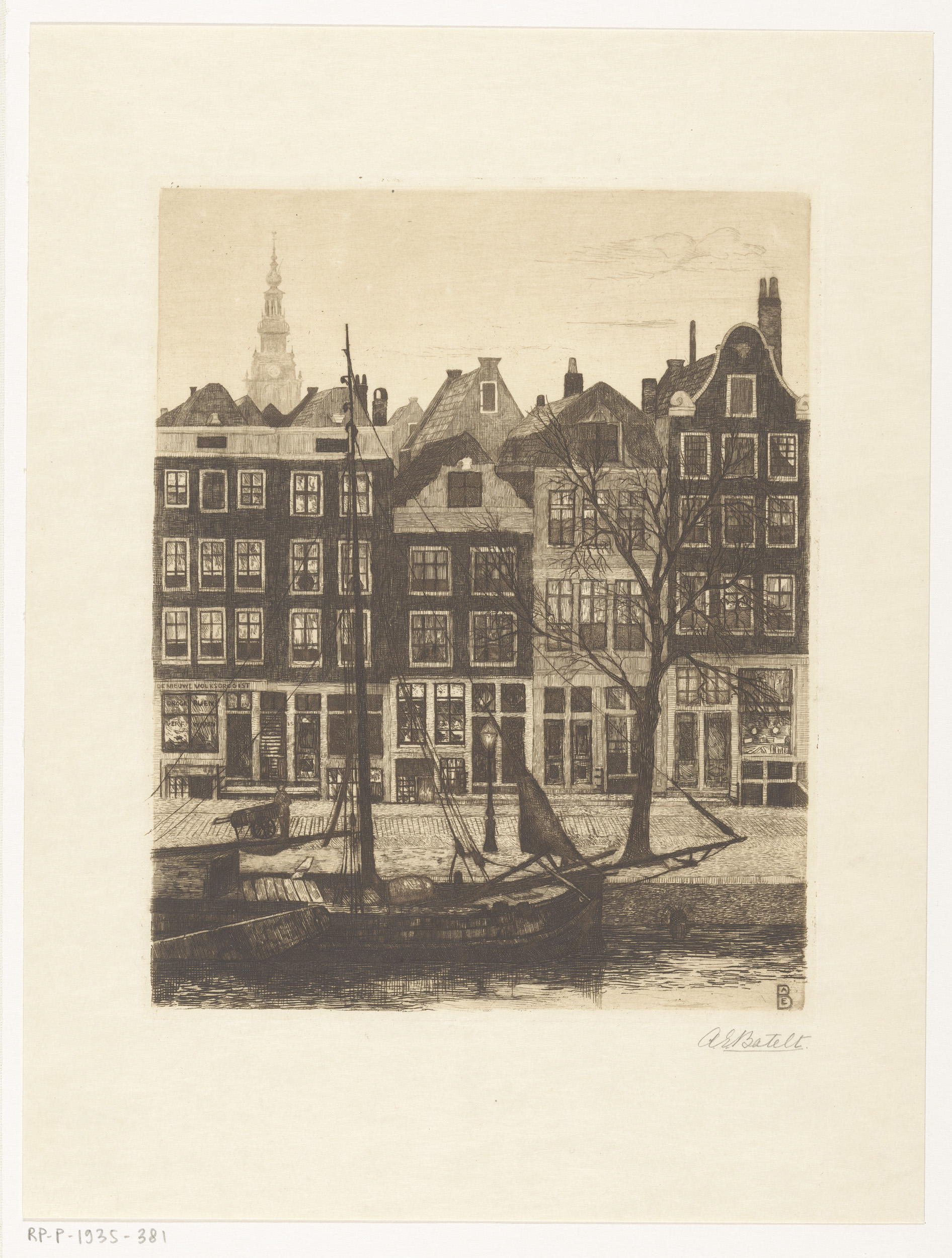
Stadsgezicht, ets, collectie Rijksmuseum Amsterdam
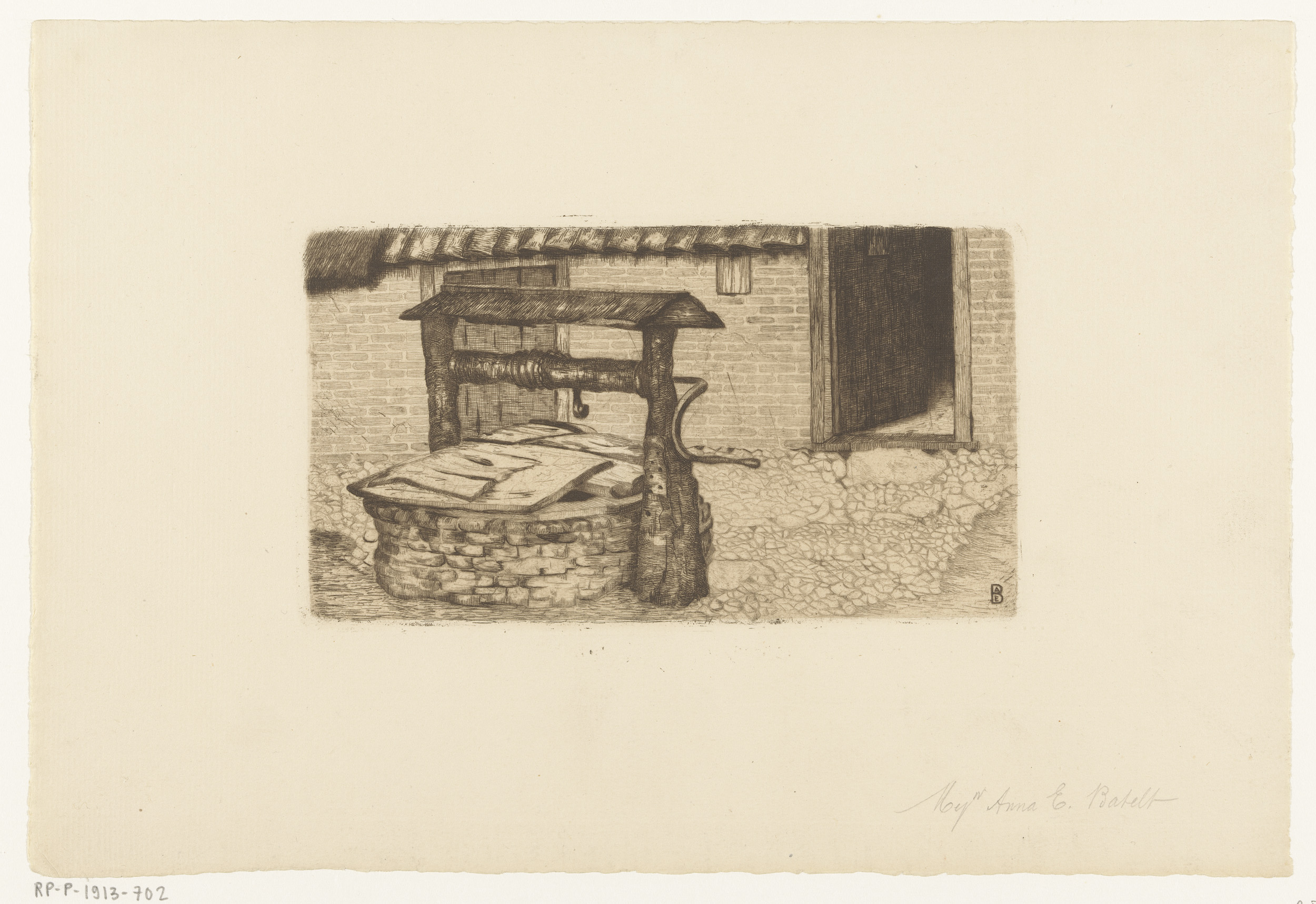
Waterput, ets, collectie Rijksmuseum Amsterdam

- Biografisch Portaal: 86428258
- RKD-Nederlands Instituut voor Kunstgeschiedenis: 118665